# Gretsch 6120
Gretsch 6120 je model elektrické kytary, který vyrábí americká společnost Gretsch od roku 1955. Má dva zvukové otvory ve tvaru písmene „f“. Na vývoji kytary se podílel hudebník Chet Atkins, ale jeho přínos není příliš rozsáhlý. Velkému úspěchu se kytaře dostalo mezi rockabillyovými hudebníky. Hráli na ní například Chris Spedding, Brian Setzer, Duane Eddy a Eddie Cochran. Kytarista Pete Townshend, který obyčejně nemá rád tyto kytary ve stylu „vintage“, ji označil za svou nejlepší kytaru.